# اوله فدوروک
اوله فدوروک (اوکراینی: Федорук Олег Евгеньевич؛ ۲۷ اکتبر ۱۹۷۷ – ۲۹ سپتامبر ۲۰۱۴) بازیکن فوتبال اهل اوکراین بود.